# Tiếng Ibanag
Tiếng Ibanag (cũng được gọi là Ybanag hay Ibanak) là một ngôn ngữ Nam Đảo, được nói bởi hơn 500.000 người, đa phần là người Ibanag, tại Philippines, chính xác hơn là tại hai tỉnh Isabela và Cagayan, đặc biệt ở Tuguegarao, Solana, Abulug, Cabagan, và Ilagan, ngoài ra cũng có người Ibanag hải ngoại tại Trung Đông, Vương quốc Liên hiệp và Hoa Kỳ. Đa phần cũng có thể nói tiếng Ilocano, lingua franca tại Bắc Luzon. Từ "Ibanag" gồm tiền tố "I" có nghĩa là "người của", và "bannag", nghĩa là "sông". Ngôn ngữ này có quan hệ gần với tiếng Gaddang, Itawis, Agta, Atta, Yogad, Isneg, và Malaweg.

## Âm vị

### Nguyên âm
Các nguyên âm gồm: A (ah), E (eh), I (ee), O (oh), U (ooh), Y (ee)
Sự đơn nguyên âm hóa nguyên âm đôi xuất hiện trong tiếng Ibanag. Ví dụ, những từ umay (để đi), balay (nhà) hay aggaw (hay) đôi khi được hát âm lần lượt là ume, bale, và aggo.

### Phụ âm
Tiếng Ibanag có nhiều âm vị không hiện diện trong nhiều ngôn ngữ Philippine liên quan. Có thể nhận thấy những âm vị khác biệt của tiếng Ibanag với những ngôn ngữ liên quan, như [f] trong innafi (cơm), [v] trong bavi (lợn), [z] trong kazzing (dê) và [dʒ] trong madjan (hầu gái).
|          | Đôi môi | Đôi môi | Môi- Răng | Môi- Răng | Chân răng | Chân răng | Sau chân răng | Sau chân răng | Vòm | Vòm | Ngạc mềm | Ngạc mềm | Thanh hầu | Thanh hầu |
| -------- | ------- | ------- | --------- | --------- | --------- | --------- | ------------- | ------------- | --- | --- | -------- | -------- | --------- | --------- |
| Mũi      | m       | m       |           |           | n         | n         |               |               | ɲ   | ɲ   | ŋ        | ŋ        |           |           |
| Tắc      | p       | b       |           |           | t         | d         |               |               |     |     | k        | ɡ        | ʔ         | ʔ         |
| Xát      |         |         | f         | v         | s         | z         | ʃ             | ʃ             |     |     |          |          | h         | h         |
| Tắc xát  |         |         |           |           |           |           | tʃ            | dʒ            |     |     |          |          |           |           |
| Vỗ       |         |         |           |           | ɾ ~ r     | ɾ ~ r     |               |               |     |     |          |          |           |           |
| Tiếp cận |         |         |           |           | l         | l         |               |               | j   | j   | w        | w        |           |           |